# Chiesa del Corpus Christi
La chiesa del Corpus Christi è un luogo di culto cattolico di Roma, situato nel rione Ludovisi, in via Sardegna.
La chiesa fu costruita nel 1904 dall'architetto Luigi Senigallia assieme al monastero delle Suore Cappuccine di clausura. Il complesso, nel 1954, passò ai Frati Minori Cappuccini che ne fecero la sede della loro curia generalizia in Roma.
La chiesa è costruita in stile neoromanico; l'interno si presenta con una sola navata.